# Léon Meysmans
Léon Lambert, dit Leo Meysmans, né à Jodoigne le 30 novembre 1871 et mort à Ixelles le 6 novembre 1952, est un docteur en sciences historiques (RUG 1892) et docteur en droit (ULB 1896), avocat près la cour d'appel de Liège. Il est membre du parti ouvrier belge. Il est également Grand Officier de l'Ordre de Léopold.

## Biographie
Il est le fils de Pierre Charles Meysmans et d'Augustine Albertine Boucher, et frère de Jules Meysmans.
D'abord journaliste et ensuite avocat, Meysmans cofonde le Cercle des Étudiants Socialistes en 1888 et devient directeur de L'Étudiant Socialiste en 1889 (le premier journal socialiste en Belgique), avant de devenir rédacteur auprès du Peuple (1894) et de Gazet van Brussel, puis de créer Het Volksblad (1924).
Meysmans est élu député de l'arrondissement de Bruxelles de 1902 à 1936 puis de 1938 à 1952, conseiller communale de Zaventem de 1911 à 1938. Il est enfin vice-président de la Chambre de 1928 à 1936.
Durant le seconde guerre mondiale, il est arrêté par les Allemands en juillet 1941 avec Edmond Lemmens, comme lui avocat à la cour d'appel. Ils sont relâchés mais il intenta ensuite une action en justice contre la Corporation nationale de l'Agriculture, une création de l'occupant, qu'il assigne en nullité. Il obtient un jugement qui constitue un véritable camouflet pour les Allemands et est alors rechercher par la Gestapo. Il vit alors le reste de l'occupation dans la clandestinité.

### Famille
Son frère aîné, Jules Meysmans (1870-1943), docteur en philosophie et lettres (RUG), sténographe, linguiste et idéolinguiste, il inventa la méthode de sténographie qui porte son nom, il fonda l'Institut National de Sténographie et de Dactylographie en 1897 et lança en 1909 l'Idiom Neutral Modifiket, il fut l'inventeur du terme d'interlinguistique pour désigner une science qui explore les lois naturelles de formation des langues auxiliaires. 
Son frère cadet Georges Meysmans (1882-1974), docteur en droit (ULB) et candidat en philosophie, fut avocat près la cour d'appel de Bruxelles et des barreaux de Leuven et Oudenaarde, il fut l'auteur en 1922 de La femme à la barre, commentaire théorique et pratique de la loi du 7 avril 1922 sur l'admission des femmes à l'exercice de la profession d'avocat, dans lequel il réfute les arguments généralement avancés à l'époque pour s'opposer à cet accès.
Leur sœur aînée Antoinette Eugénie Meysmans (1865-1934), bienfaitrice des écoles communales d'Ixelles avait épousé Georges François Gonthier (1868-1939), à Ixelles.